# Kemijärvi (jezioro)
Kemijärvi – jezioro w Finlandii w regionie Laponia w gminie Kemijärvi. Jego powierzchnia to 230,91 km², co czyni je 19. pod względem wielkości jeziorem kraju. Z południowej części jeziora w pobliżu miejscowości Luusua wypływa rzeka Kemijoki, będąca najdłuższą w Finlandii. Znajduje się tam również elektrownia wodna Seitakorva.